# قوهک
قوهک، روستایی از توابع بخش مرکزی شهرستان فریدن در استان اصفهان ایران است.
قدمت این روستا از زمان حکومت خوارزمشاهیان شکل گرفته و تاکنون محل سکونت است .

## جمعیت
این روستا در دهستان ورزق قرار دارد و براساس سرشماری مرکز آمار ایران در سال ۱۳۸۵، جمعیت آن ۳۴۲ نفر (۱۱۴خانوار) بوده‌است.